# Rhymbomicrus caseyi
Rhymbomicrus caseyi là một loài bọ cánh cứng trong họ Endomychidae. Loài này được Pakuluk miêu tả khoa học năm 1987.